# Imogen Heap
Imogen Heap [ˈɪmədʒɨn ˈhiːp] (* 9. Dezember 1977) ist eine britische Sängerin, Komponistin, Musikerin und Musikproduzentin aus Essex. Sie wurde unter ihrem eigenen Namen und gemeinsam mit Guy Sigsworth durch das Projekt Frou Frou bekannt.

## Leben
Als Tochter kunstinteressierter Eltern erlernte Imogen Heap in ihrer Kindheit das Spielen verschiedener Instrumente (Klavier, Cello, Klarinette, Marimba) und begann früh, eigene Musik zu komponieren. Nach der Scheidung ihrer Eltern kam sie im Alter von zwölf Jahren in ein Internat. Nach dem Schulabschluss besuchte sie die BRIT School und unterschrieb im Alter von 17 Jahren ihren ersten Plattenvertrag für das Plattenlabel Almo Sounds.
1996 führte sie bei ihrem ersten Live-Auftritt vier Songs zwischen den Konzerten von The Who und Eric Clapton im Hyde Park in London auf. 1997 erhielt sie die Möglichkeit, bei der Aufnahme eines Songs von Bon Jovi Klavier zu spielen.
1998 erschien ihr Debüt-Album iMegaphone, das von Kritikern oft mit Werken von PJ Harvey, Kate Bush und Annie Lennox verglichen wurde. Neben Eigenproduktionen arbeitete sie für ihr Erstlingswerk auch mit David Kahne, Dave Stewart und Guy Sigsworth zusammen.
Als Almo Sounds von Universal übernommen wurde, wurde der Vertrag mit ihr aufgelöst.
Imogen Heap hielt den Kontakt zu Produzent Guy Sigsworth aufrecht. Er lud sie in sein Studio ein, in dem sie den Text zu einem Song für sein neues Projekt schrieb. Die Zusammenarbeit funktionierte ausgezeichnet, und so wurde aus Sigsworth Soloprojekt das Duo Frou Frou. Das Album Details erschien im August 2002, erreichte aber nicht den erwarteten kommerziellen Erfolg, das Label Island Records verzichtete daraufhin auf die Option für ein zweites Album. Island machte Heap stattdessen das Angebot für einen Solovertrag, das sie allerdings nicht annehmen wollte. 2004 wurde dem Album verspätet Aufmerksamkeit zuteil, als der Song Let Go für die Filme Garden State und Liebe braucht keine Ferien (Originaltitel: The Holiday) verwendet wurde.
2004 verpfändete Imogen Heap ihre Wohnung, um die Produktion eines neuen Solo-Albums finanzieren zu können. Ende desselben Jahres stellte sie es fertig. Der Song Hide and Seek wurde für die zweite Staffel der Fernsehserie O.C., California verwendet und erhöhte den Bekanntheitsgrad von Heap enorm. Aufgrund der positiven Resonanz steuerte sie für die dritte Staffel Speeding Cars und Hallelujah bei. Der Song Hide and Seek wurde auch als Soundtrack für den Film Der letzte Kuss verwendet.
Aufgrund ihrer schlechten Erfahrungen mit Plattenlabels entschied sich Heap dafür, ihr eigenes Label Megaphonic Records zu gründen. Das Album erschien am 18. Juli 2005 unter dem Titel Speak for yourself und wurde ein größerer Erfolg als erwartet. Im August desselben Jahres lizenzierte RCA Victor das Werk und veröffentlichte es in den USA, in Kanada und Mexiko. Am 11. Januar 2006 führte sie die zweite Single des Albums (Goodnight and Go) in der Late Night Show von David Letterman auf. Als sie aus den USA zurückkehrte, hatte sie dort bereits 120.000 Platten verkauft. Ihre USA-Tournee im Jahre 2006 war ein großer Erfolg in meist ausverkauften Häusern. Im Herbst 2006 folgten Auftritte in ihrer Heimat Großbritannien und weitere Auftritte in den USA. Der offizielle Deutschland-Verkauf des Albums Speak for Yourself begann erst im Januar 2007 über Sony BMG Deutschland. Dazu passend befand sich Imogen Heap bis Ende Januar 2007 auf Europa-Tournee.
Anschließend zog sie in das Landhaus ihrer Kindheit, renovierte es zusammen mit Freunden und richtete sich in einem Zimmer mit Kamin ein Studio ein. Die Arbeit am Haus, den Aufbau des Studios und Details aus ihrem Alltag wie die Autoprüfung und den Kauf eines Oldtimer-Autos mit dem Namen Abigail dokumentierte sie mit wöchentlichen Filmaufnahmen, die sie als Video-Blog auf YouTube veröffentlichte. Darin stellte sie auch immer wieder kurze Ausschnitte neuer Songs vor, die auf ihrem neuen Album erschienen sind, das am 24. August 2009 veröffentlicht wurde und den Titel ELLIPSE trägt.
Für dieses Album wurde sie am 31. Januar 2010 mit dem Grammy „Best Non-Classical Engineered Album“ ausgezeichnet. Des Weiteren war sie mit dem Song The Fire in der Kategorie „Best Pop Instrumental Performance“ nominiert.

## Diskografie

### Soloalben
- 1998: iMegaphone (Almo Sounds)
- 2005: Speak for Yourself (Megaphonic Records, RCA Victor)
- 2009: Ellipse (Megaphonic Records)
- 2014: Sparks
- 2018: The Music of Harry Potter and the Cursed Child – In Four Contemporary Suites

### MitFrou Frou
- 2002: Details (Album; Island, MCA)
- 2002: Breathe In (Single; Island Records/Universal)

### Singles
- 1999: Blanket (mit Urban Species)
- 2005: Hide and Seek (UK: Silber, US: Gold)
- 2006: Goodnight and Go
- 2006: Headlock
- 2016: The Happy Song (UK: Silber, US: Gold)
- 2020: I’m God (mit Clams Casino, US: Gold)
- 2024: I Smoked Away My Brain (mit ASAP Rocky & Clams Casino; AT: Gold, UK: Silber, US: Platin)

### Gemeinschaftsprojekte und Gastauftritte
- 1996: Wendy Moten: It’s Over Now (Komposition, Klavier, Programmierung)
- 1997: Jon Bon Jovi: Queen of New Orleans (Klavier)
- 1997: Acacia: Destination Anywhere (Background Vocals auf ganzem Album)
- 1999: Urban Species: Blanket, Predictably Unpredictable (Komposition, Gesang)
- 2000: Mich Gerber: Embers of Love, Mare, Sirens Call (Komposition, Gesang)
- 2001: Jeff Beck: Rollin’ and Tumblin’, Dirty Mind (Gesang)
- 2001: Rustic Overtones: Valentine Day Massacre (Gesang)
- 2001: Nik Kershaw: Jane Doe, How Sad (Background Vocals)
- 2001: Way Out West: Mindcircus (Komposition)
- 2002: Yaiko: I’m Not Afraid, I Like (Gesang)
- 2002: LHB: Coming Up for Air (Komposition, Gesang)
- 2004: Temposhark: Not That Big (Gesang)
- 2004: Jon Hopkins: Contact Note (Gesang)
- 2005: Nik Kershaw: Then and Now (Produktion, Programmierung, Background Vocals)
- 2005: Die Chroniken von Narnia: Der König von Narnia: Titellied Can’t Take It In
- 2006: Blue October: Foiled (Gesang)
- 2006: J. Peter Schwalm: Musikain (Gesang)
- 2007: Jeff Beck (Jeff Beck and Friends – Live at Ronnie Scott’s (2007)): Blanket (Komposition, Gesang), Rollin’ and Tumblin’ (Gesang)
- 2009: IAMX: My Secret Friend (Gesang)
- 2009: Mika: By the Time (Gesang)
- 2009: I Fight Dragons vs. Imogen Heap – The Process (Gesang) (nur als Download verfügbar)
- 2012: Deadmau5 & Imogen Heap – Telemiscommunications (Gesang)
- 2014: Taylor Swift: Clean (Background Vocals)
- 2017: One Love Manchester – Benefizkonzert von Ariana Grande

## Auszeichnungen für Musikverkäufe
| Goldene Schallplatte - Spanien - 2025: für die Single The Happy Song | Platin-Schallplatte - Polen - 2024: für die Single I Smoked Away My Brain |

Anmerkung: Auszeichnungen in Ländern aus den Charttabellen bzw. Chartboxen sind in ebendiesen zu finden.
| Land/RegionAuszeichnungen für Musikverkäufe (Land/Region, Auszeichnungen, Verkäufe, Quellen) | Silber     | Gold     | Platin     | Verkäufe  | Quellen             |
| -------------------------------------------------------------------------------------------- | ---------- | -------- | ---------- | --------- | ------------------- |
| Österreich (IFPI)                                                                            | —          | Gold1    | —          | 15.000    | ifpi.at             |
| Polen (ZPAV)                                                                                 | —          | —        | Platin1    | 50.000    | olis.pl             |
| Spanien (Promusicae)                                                                         | —          | Gold1    | —          | 30.000    | elportaldemusica.es |
| Vereinigte Staaten (RIAA)                                                                    | —          | 4× Gold4 | 2× Platin2 | 4.000.000 | riaa.com            |
| Vereinigtes Königreich (BPI)                                                                 | 4× Silber4 | —        | —          | 800.000   | bpi.co.uk           |
| Insgesamt                                                                                    | 4× Silber4 | 6× Gold6 | 3× Platin3 |           |                     |